# Chthonius diophthalmus
Espèce
Synonymes
- Chthonius orthodactylus gracilis Beier, 1935

Chthonius diophthalmus est une espèce de pseudoscorpions de la famille des Chthoniidae.

## Distribution
Cette espèce se rencontre en Roumanie, en Ukraine, en Grèce, en Tchéquie et en Allemagne.

## Publication originale
- Daday, 1888 : A Magyar Nemzeti Muzeum álskorpióinak áttekintése. Természetrajzi Füzetek, vol. 11, p. 111-136 & 165-192.